# Rhynchogastrema
Rhynchogastrema är ett släkte av svampar. Rhynchogastrema ingår i familjen Rhynchogastremataceae, ordningen gelésvampar, klassen Tremellomycetes, divisionen basidiesvampar och riket svampar.
| Rhynchogastrema | \| \| Rhynchogastrema coronatum \| \| \| \| |
|                 | \| \| Rhynchogastrema coronatum \| \| \| \| |
|                 | Rhynchogastrema coronatum                   |
|                 |                                             |

|  | Rhynchogastrema coronatum |
|  |                           |